# Stepa (nuvelă)
„Stepa” (în rusă Степь, transliterat: Step) este o nuvelă din 1888 a scriitorului rus Anton Cehov.